# Scionomia sinuosa
Scionomia sinuosa là một loài bướm đêm trong họ Geometridae.